# Fra Bananens Lande
|  | Denne artikel er oprettet af botten Steenthbot ud fra en ekstern database. Den kan derfor have sproglige fejl eller mangler. Denne skabelon kan fjernes efter kontrol af indholdet. |

Fra Bananens Lande er en dansk dokumentarfilm fra 1946.

## Handling
Om produktion og import af Fyffes bananer.
Billeder fra landene omkring Det caribiske Hav.
Palmer.
Guatemala City.
Fra jungle til bananplantage, kraner og sprængninger ses.
Bananknold plantes, plantens udvikling.
Bananhøst.
Transport på æsler, lille togbane.
Lastning på banandamper.
Ankomst af bananer til Danmark.
A.W. Kirkebyes hovedkontor.
Modning af banan.
Lidt om bananes gode egenskaber, vitaminer.
Børn og bananer.